# Zambia Sugar Open
Het Zambia Sugar Open is een golftoernooi in Zambia dat deel uitmaakt van de Sunshine Tour. Het werd opgericht in 2014 en vindt sindsdien telkens plaats op de Lusaka Golf Club in Lusaka.
Het wordt gespeeld in een strokeplay-formule van vier ronden (72-holes) en na de tweede ronde wordt de cut toegepast.

## Winnaars
| Jaar | Winnaar           | Score | Score | Info  |
| ---- | ----------------- | ----- | ----- | ----- |
| 2014 | Lyle Rowe         | 279   | –13   | [ 1 ] |
| 2015 | Vaughn Groenewald | 272   | –20   |       |

| Toernooirecord |  | po = winnaar na play-off |